# Hymenophyllum roraimense
Hymenophyllum roraimense är en hinnbräkenväxtart som beskrevs av Conrad Vernon Morton. Hymenophyllum roraimense ingår i släktet Hymenophyllum och familjen Hymenophyllaceae. Inga underarter finns listade.